# Geschiedenis van de westerse beschaving
De geschiedenis van de westerse beschaving valt grotendeels samen met de geschiedenis van Europa en wordt ingedeeld in verschillende periodes. Traditioneel is de meest gebruikte indeling in oudheid, middeleeuwen, nieuwe tijd, nieuwste tijd en eigentijdse tijd.

## Definitie

### Betekenis van 'westers' en 'beschaving'
Er is discussie over wat de term 'westerse beschaving' betekent. Dit is mede afhankelijk van wat men geografisch bedoelt met 'het Westen / de Westerse wereld' en cultureel bedoelt met 'beschaving'. Een beschaving kan bijvoorbeeld worden gedefineerd als 'een door de tijd heen coherent cultureel patroon', maar de vraag is of dat geldt voor alle historische situates die onder de noemer 'westerse beschaving' worden geschaard. Sommige geleerden zoals Pearson beweren dat wat in de 21e eeuw 'westers' wordt genoemd niet zozeer 'een geografische notie is, of geen specifieke verzameling van volkeren, rassen, landen', maar dat 'het Westen wordt gedragen door een set van ideeën, gewoonten, geloof, zoals: menselijke gelijkheid en waardigheid, rechtsgelijkheid, democratie, rationaliteit, religieuze tolerantie, geloof in 'vooruitgang', vrijheid van expressie en onderzoek.'
Volgens McKay (2008) is de betekenis van het concept 'het Westen' doorheen zijn lange geschiedenis verschoven, maar heeft het in iedere periode meer dan alleen een geografische locatie betekend.
- De Oude Grieken zagen bepaalde oostelijke of 'oosterse' culturen, met name het Oude Egypte en Mesopotamië, als verder gevorderd dan zijzelf. De Grieken hebben ook de namen 'Europa' en 'Asia' van twee Griekse mythologische figuren gekoppeld aan het Griekse vasteland enerzijds en wat tegenwoordig Azië en Afrika genoemd worden anderzijds; hierdoor werden 'Europa' en 'het Westen' vaak gezien als synoniem.[2]
- De Romeinen erfden deze noties van de Grieken. Zij zag zichzelf als het Westen, maar waren het onderling oneens of de Grieken ook bij dat Westen hoorden of eerder 'oosters' waren. Over het algemeen zagen de Romeinen het Oosten als verder ontwikkeld en beschaafd dan zichzelf, maar soms als 'decadent' en enigszins 'immoreel'.[2]
- In de 15e eeuw begonnen West- en Noord-Europeanen zich door de renaissance te zien als erfgenamen van de Grieks-Romeinse cultuur en namen hun ideeën over 'westers' en 'oosters' over en exporteerden deze in het tijdperk van de grote ontdekkingen mee naar de overzeese gebieden die ze koloniseerden. Vaak werd ook het christendom, dat zich in de vroege en hoge middeleeuwen in West- en Noord-Europa had gevestigd, als 'westers' bestempeld, terwijl het afkomstig was uit de regio Palestina die toen al tot het Oosten werd gerekend.[2]
- Door de kolonisatie werd de term 'westers' op den duur gebruikt voor culturen waarin een significant percentage van de bevolking Europese voorouders had, ongeacht waar ter wereld die culturen zich bevonden (zoals Australië en Nieuw-Zeeland).[2]
- In de vroege 20e eeuw werd 'westerse beschaving' een academisch vak voor studenten in de Verenigde Staten. Daarbij werden het Oude Egypte en Mesopotamië voorgesteld als 'wiegen van de westerse beschaving', hoewel deze culturen al sinds de Oude Grieken waren voorgesteld als 'oosters'.[2]
- Na de Tweede Wereldoorlog ontstond de Koude Oorlog, die Europa verdeelde in een kapitalistisch 'Westblok' en een communistisch 'Oostblok'; deze Oost-Europese landen werden niet meer als 'westers' gezien tot de val van het communisme in 1989–1991, terwijl Japan ondertussen wél 'westers' werd.[2]
- Begin 21e eeuw wordt het Westen nog steeds geassocieerd met een kapitalistische economie en culturele noties zoals individualisme en concurrentie, terwijl de band tussen het christendom en het Westen door de secularisering steeds vager is geworden.[2]

### Ontstaansvraag
Verder is het een belangrijke vraag wanneer deze westerse beschaving zou zijn ontstaan om iets te kunnen zeggen over welke kenmerken zij aan het begin zou hebben gehad en hoe deze zich tot op heden zouden hebben ontwikkeld of in hoeverre deze kenmerken hetzelfde zouden zijn gebleven. Vaak voorgestelde ontstaansperiodes van de 'westerse beschaving' zijn onder meer:
- De Vruchtbare Sikkel met het oude Mesopotamië en het Oude Egypte: de eerste 'westerse' steden in Sumer, Babylonië en aan de Nijl[1]
- De klassieke oudheid: het oude Griekenland en het oude Rome (het Romeinse Rijk) (circa 800 v.Chr. – 500 n.Chr.)[1][3]
- De Romeinse expansie (de Romeinse Republiek vanaf 300 v.Chr. en daarna het Romeinse Keizerrijk) en de opkomst van het christendom (circa 300 v.Chr. – 1300 n.Chr.)[1]
- De middeleeuwen: de vorming van de gekerstende wereld, ook wel de christenheid genoemd (circa 500–1500)[1]
- De renaissance: het renaissance-humanisme (circa 1300–1500)[3]
- 16e eeuw: samensmelting van West-Europese, Mediterrane en Oosterse culturele en intellectuele erfenis (circa 1500–1600).[1]
- Het tijdperk van de grote ontdekkingen: Europese 'ontdekking' van Amerika en Europese kolonisatie van Amerika, dat daarmee onderdeel van 'het Westen' werd (circa 1450–1650).[1]
- De Verlichting: ontwikkeling van democratie en mensenrechten (circa 1650–1800)[3]
- Het Verdrag van Rome: oprichting van de Europese Economische Gemeenschap en daarmee het begin van de naoorlogse Europese integratie (1957)[3]
- De Val van de Berlijnse Muur: de val van het communisme in Oost-Europa en het einde van de Koude Oorlog en de politiek-ideologische verdeeldheid van Europa (1989–1991)[3]

Er is kritiek op de keuze van sommige ontstaansperiodes als de oorsprong van de westerse beschaving. Zo beargumenteert Vanhaute (2008) dat het doortrekken van het 'westen' tot het Oude Nabije Oosten onzin is omdat er met de hedendaagse westerse wereld 'nauwelijks coherentie en continuïteit is'. Zo is de antieke Mesopotamische en Egyptische 'kennis over landbouw, techniek, schrift, geld, wetten en wiskunde ook doorgegeven aan beschavingen van Noord-Afrika en het Midden-Oosten', die men in de 21e eeuw niet tot het 'westen' rekent. De keuze van de Grieks-Romeinse wereld heeft een 'grotere wetenschappelijke credibiliteit', maar de oude Grieken en Romeinen waren cultureel veel meer gericht op het oosten (het Nabije Oosten) dan het westen (en noorden), dat wil zeggen de rest van Europa; anderzijds had de Grieks-Romeinse cultuur ook veel invloed op het Byzantijnse Rijk, de Arabische wereld, Rusland etc. en dus valt de 'erfenis' van de Grieks-Romeinse wereld niet louter aan (West-)Europa ten deel.

## Oudheid
In de Vruchtbare Halve Maan ten zuiden van het hedendaagse Turkije, waar ongeveer 10.000 jaar geleden de landbouw werd uitgevonden, ontstond de Sumerische beschaving (ca. 4500 v.Chr.) Deze wordt als de eerste beschaving ter wereld gezien. In 3300 v.Chr. werd hier het schrift uitgevonden, en er ontstonden de eerste stadstaten. Sargon van Akkad was rond 2300 v.Chr. de eerste persoon in de geschiedenis die een rijk wist op te bouwen. Hierna volgen de rijken elkaar op. De Perzische vorst Cyrus de Grote was de eerste die het hele gebied van de vruchtbare halve maan onder een rijk wist te verenigen. Cyrus' opvolgers, waarvan de bekendste Xerxes is, probeerden tevergeefs Griekenland te veroveren. Griekenland was in die tijd al een ontwikkelde samenleving, waar de grondslagen werden gelegd voor de wetenschap en filosofie. Ook op het gebied van literatuur, politiek, theater, wiskunde, architectuur en krijgskunst was Griekenland bijzonder creatief. Daarom wordt Griekenland wel de wieg van de westerse beschaving genoemd. Het bestond uit stadstaten die elkaar voortdurend bevochten. Alleen een grote externe dreiging, zoals die van Perzië in de tijd van Cyrus en Xerxes uitging, kon de onderlinge tegenstellingen tijdelijk naar de achtergrond dringen. De Grieken, in het bijzonder de Atheners, stichtten koloniën in het hele Middellandse Zeegebied, in Alexandrië, in Zuid Italië, en zelfs het Zuid-Franse Marseille is ontstaan als Griekse kolonie.
Philippus II van Macedonië wist de Griekse stadstaten aan zich te onderwerpen en zijn zoon Alexander de Grote startte een veroveringstocht die pas aan de westoever van de Indus, in het huidige Pakistan, tot staan kwam. Deze veroveringen hadden naast veel slachtpartijen ook een ongekende culturele uitwisseling tot gevolg. De periode die hierop volgt wordt het hellenisme genoemd. Na Alexanders dood (323 v. Chr) verdeelden zijn vroegere generaals zijn rijk onder elkaar en al snel bestreden deze "Diadochen" (Grieks voor opvolgers) elkaar om de opperste macht te veroveren in de hellenistische invloedssfeer. In het westen van het Middellandse Zeegebied was Rome als grote mogendheid opgekomen. Het had Italië veroverd en in drie oorlogen Carthago verslagen en het Carthaagse grondgebied veroverd. In 146 v.Chr. versloegen de Romeinen Macedonië en annexeerden ze Griekenland. In de tweede eeuw voor Christus ontstonden er burgeroorlogen in het Romeinse Rijk. Julius Caesar wist het Romeinse Rijk uit te breiden tot in Gallië en versloeg zijn Romeinse tegenstanders, maar werd in 44 v.Chr. vermoord. Zijn adoptiefzoon Augustus werd de eerste keizer. In 117 onder Trajanus bereikte het rijk zijn grootste omvang. In de derde eeuw begon het rijk onder invallen van de Germanen en interne instabiliteit te verzwakken. Onder Diocletianus werd een administratieve splitsing van het rijk ingevoerd die in later eeuwen een feitelijke splitsing werd. Dit proces werd even tegengehouden onder Constantijn de Grote, die bovendien het christendom toestond (312). Wel verplaatste hij de hoofdstad naar Byzantium in het belangrijkere oostelijke deel van het rijk. Hiermee verloor de stad Rome zijn aloude status als de glorieuze hoofdstad van het Imperium Romanum. Theodosius maakte rond 380 het christendom tot staatsgodsdienst. Na zijn dood in 395 viel het rijk definitief uiteen in twee delen. 
Aan het eind van de vierde eeuw zetten de Hunnen de Grote Volksverhuizing in gang waardoor het West-Romeinse Rijk overspoeld werd door Germaanse volkeren die geleidelijk de interne macht overnamen. Het Rijk viel in 476 definitief uiteen in elkaar bestrijdende Germaanse koninkrijken. Het sterkere Oost-Romeinse rijk met als hoofdstad Constantinopel, het vroegere Byzantium, wist de 'barbaren' buiten de deur te houden en beleefde onder Justinianus zelfs een opleving: hij slaagde erin de vroegere Romeinse gebieden om de Middellandse Zee weer te heroveren maar dat was maar voor korte duur. Het 'Oost-Romeinse Rijk' zou echter als Byzantijnse Rijk nog bijna duizend jaar bestaan.

## Middeleeuwen, ca. 500-1500
Met de val van het westelijke deel van het Romeinse Rijk begon voor het westen de periode van de middeleeuwen. De uiteindelijke samensmelting van de Romeins-Griekse cultuur, het christendom en de Germaanse cultuur vormt de basis van de huidige westerse beschaving. In West-Europa weten de Franken zich tot belangrijkste macht te ontwikkelen. Karel de Grote breidt het Frankische gebied fors uit en weet het grootste deel van het voormalige West-Romeinse Rijk onder zijn bewind te brengen. Karel laat zich in 800 in Rome zelfs tot keizer kronen. In de negende eeuw wordt het rijk verdeeld in West-Francië, Lotharingen en Oost-Francië. West-Francië evolueert geleidelijk tot Frankrijk, Lotharingen verdwijnt en Oost-Francië wordt het Heilige Roomse Rijk waar uiteindelijk ook de keizerstitel van Karel belandt. Europa wordt intussen weer geplaagd door invallen van 'barbaren': de Vikingen afkomstig uit Noord-Europa houden plundertochten, terwijl de Arabieren vanuit Noord-Afrika Spanje hebben veroverd en de Zuid-Europese kuststreken plunderen. Vanuit het oosten vallen Avaren en Magyaren binnen. 
Het centrale gezag weet weinig weerstand te bieden tegen de invallers en laat de organisatie van de verdediging steeds meer over aan lokale machthebbers die hierdoor vanzelf steeds meer macht verwerven. De Europese koningen hebben hierdoor ten slotte nog maar weinig macht, omdat door dit feodalisme veel macht in de handen van lokale heersers ligt. Rond het jaar 1000 begint het tij echter te keren en beginnen de lokale heersers langzaam maar zeker hun macht te verliezen aan het centrale gezag en de opkomende steden. In het Heilige Roomse Rijk zet dit proces niet door, en de titel van Rooms Keizer wordt weinig meer dan een eretitel. In de twaalfde en dertiende eeuw vinden de Kruistochten plaats, om het "Heilig Land" te bevrijden van de Arabieren en het Byzantijnse Rijk bij te staan in de strijd tegen de oprukkende Turken. Uiteindelijk mislukken deze Kruistochten en ook hadden ze de verzwakking van de Byzantijnen tot gevolg vooral toen de kruisvaarders in 1204 Constantinopel plunderden en bezetten. Korte tijd later weten de Byzantijnen hun hoofdstad weer te heroveren, maar haar vroegere handelsroutes waren overgenomen door Genua en Venetië en o.a. hierdoor was de rol van Byzantium als grootmacht uitgespeeld. Geleidelijk verloor het al zijn grondgebied en invloed aan de Slaven en Turken. 
Veel Byzantijnse geleerden en kunstenaars trekken vanaf dan naar het steeds rijker wordende Westen. Mede door hun meegebrachte kennis van de geschriften van de Oudheid komt in de veertiende eeuw in Italië de Renaissance op, gericht op het erfgoed van de klassieke oudheid. In 1453 wordt Constantinopel veroverd door de Ottomaanse Turken, die vervolgens hun territorium tot op de Balkan uitbreiden. De Spaanse koninkrijken weten de Arabieren uit Europa te verdrijven en verenigen zich. In 1492 ontdekt Christoffel Columbus in Spaanse dienst Amerika.

## Nieuwe tijd, ca. 1500-1789
Na de ontdekking van Amerika door Christoffel Columbus, verdeelden de Spanjaarden en de Portugezen de nog te ontdekken wereld in twee delen, met het Verdrag van Tordesillas. In Azië werden handelsposten gesticht. Door de onvrede over het bestuur van de Rooms-Katholieke Kerk ontstond de reformatie. Verschillende vorsten in West-Europa en het Heilige Roomse Rijk gebruikten de reformatie om zich onafhankelijker te maken van de Paus en de roomse Keizer. Geheel Scandinavië, het noordelijke deel van het Roomse Rijk en Engeland wenden zich af van de Rooms-Katholieke Kerk. Deze protestantse landen begonnen ook met de kolonisatie van Noord-Amerika en probeerden invloed in de handel te verwerven ten koste van de katholieke Iberiërs. Na de geslaagde Nederlandse Opstand tegen Spanje die de Nederlandse Republiek onafhankelijk maakte profiteerde vooral deze nieuwe staat van de opbloeiende handel. 
Als de grootste vrachtvaarders van Europa en de nieuwe Europese koloniën en ook militair niet onbelangrijk beleefde 'Holland' een gouden eeuw en waren zelfs tijdelijk de rijkste staat van Europa. De wetenschappelijke revolutie begon met de ontdekkingen van Copernicus, Galilei en Newton. Rusland onder Tsaar Peter de Grote probeerde, met wisselend succes, aansluiting te vinden bij het Westen. In de 18e eeuw vond een zekere secularisatie plaats onder de intellectuele elite door de invloed van de Verlichting. In de koloniën ontwikkelde de slavernij zich als een belangrijke factor in de economie. Als reactie op het wanbestuur van de absolutistische Franse koningen begon de Franse Revolutie. In Amerika scheiden de Engelse koloniën zich af van Engeland en werd de VS gesticht.

## Nieuwste tijd, 1789-1945
In de nasleep van de Franse Revolutie greep Napoleon de macht in Frankrijk. Hij riep zichzelf tot keizer uit en veroverde bijna geheel Europa. Hij voerde veel vernieuwingen in, zoals algemeen geldige standaarden in maten en gewichten, en burgerlijke wetten geldig voor iedereen, afschaffing van feodale, kerkelijke en aristocratische privileges, en samenvoeging van eeuwenlang versplinterde gebieden tot grote overzichtelijke eenheden. In 1815 werd Napoleon verslagen in de Slag bij Waterloo. Het congres van Wenen bepaalde de herindeling van de Europese landen maar besloot ook veel Napoleontische vernieuwingen te handhaven. 
Tijdens de Industriële revolutie trokken veel arme mensen van het platteland naar de stad om werk te vinden. Steeds meer mensen werden ontevreden over de regering en absolutische vorsten. In 1848 braken revoluties in diverse Europese landen uit en werden verschillende regeringen tot concessies aan de liberale krachten gedwongen. In Nederland werd een echte revolutie vermeden; in plaats daarvan kwam er een nieuwe grondwet die de regeringsverantwoordelijkheid weghaalde bij de koning. De uitbuiting van arbeiders inspireerde Karl Marx en Friedrich Engels tot het schrijven van het Communistisch manifest. Het democratische proces in Europese landen leidde tot ontwikkeling van socialisme. Zo kwamen er sociale wetten zoals de inperking van - en later het verbod op - kinderarbeid. In 1860 respectievelijk 1870 vonden de Italiaanse eenwording onder Garibaldi en de Duitse eenwording onder Bismarck plaats, die laatste na een geslaagde oorlog tegen Frankrijk. 
In de VS werden pogingen gedaan de slavernij af te schaffen, waardoor de Amerikaanse Burgeroorlog tussen de Noordelijke en de Zuidelijke Amerikaanse staten uitbrak. Nadat het Zuiden de oorlog had verloren werd de slavernij definitief afgeschaft. Steeds meer Europese migranten kwamen per schip naar Amerika. De Europese landen hadden intussen overzeese gebieden veroverd en gekoloniseerd (officieel om producten te verhandelen en de eigen markt te beschermen, maar onofficieel waren prestigieuze redenen vaak doorslaggevend) waarmee het tijdperk van het moderne imperialisme begon. De economische en nationalistische concurrentie tussen de Europese landen werd heviger. Dit leidde na de moord op Frans Ferdinand van Oostenrijk in 1914 tot de Eerste Wereldoorlog, die vier jaar duurde en door militair-technische vernieuwingen als machinegeweren, gifgas en massaproductie van wapens ongekende slachtingen veroorzaakte. Na vier jaar oorlogsellende verloren Duitsland en de centralen en moesten ze volgens de bepalingen van de Vrede van Versailles herstelbetalingen doen aan de geallieerde landen. 
De oorlog had geleid tot de val van de Russische, Turkse, Duitse en Oostenrijkse monarchieën. In Rusland was in 1917 de Russische Revolutie uitgebroken, waarbij niet alleen de tsaar verjaagd werd, maar ook de communisten onder Lenin de macht grepen, die de Sovjet-Unie uitriepen. In het Anatolische hartland van het voormalige Ottomaanse rijk werd een seculiere, westers georiënteerde Turks-nationalistische republiek uitgeroepen. In Duitsland en de Duitssprekende romp van het Oostenrijks-Hongaarse Rijk werden democratische, maar zwakke regimes gevestigd. De rest van Centraal-Europa en de Balkan viel uiteen in een aantal staten en staatjes, waarvan Tsjecho-Slowakije de meest democratische en moderne was. Tijdens De Grote Depressie stortte de wereldeconomie in. Miljoenen arbeiders werden ontslagen en fabrieken werden gesloten. De prijzen in Duitsland stegen snel, zodat Duitsland zijn herstelbetalingen niet meer kon voldoen en de kiezers wenden zich tot steeds extremere en autoritaire partijen. Adolf Hitler van de NSDAP werd uiteindelijk in 1933 door het Duitse volk gekozen tot kanselier en deze begon meteen met het omvormen van Duitsland tot een dictatuur. Dit leidde tot de opkomst van nazi-Duitsland. De dictatuur die Hitler instelde had de gebruikelijke kenmerken zoals vrijheidsbeperking voor de bevolking, een meedogenloos controleapparaat en executie van tegenstanders. Nieuw was de racistische kern van het nazisme: andere volken dan het Germaanse waren alleen goed voor slavenarbeid of moesten zelfs uitgeroeid worden. Vooral joden werden door de nazi's gezien als volksvijand nummer een. 
Benito Mussolini had al in 1922 de macht gegrepen in Italië. Deze voormalige socialist ontwikkelde de fascistische ideologie en zou na aanvankelijke tegenstellingen bondgenoot worden van nazi-Duitsland. Ook in andere landen grepen dictators de macht, wat in Spanje leidde tot de Spaanse Burgeroorlog. Met de Duitse verovering van Polen brak de Tweede Wereldoorlog uit, waarbij nazi-Duitsland het grootste deel van Europa onder de voet liep. De Jodenvervolging, die was begonnen met de Kristallnacht begon in alle hevigheid. Tijdens en voor de Tweede Wereldoorlog, tijdens de Holocaust, werden tussen de vijf en zes miljoen Joden en miljoenen anderen, waaronder zigeuners en gehandicapten, om het leven gebracht. Japan, dat in de jaren 30 al een groot deel van China had veroverd, viel in 1941 Pearl Harbor aan en bezette Engelse en Nederlandse koloniën, waardoor nu ook de Verenigde Staten bij de oorlog betrokken raakten. In 1941 viel Hitler de Sovjet-Unie aan, waar de Duitsers begin 1943 teruggeslagen werden bij de slag om Stalingrad. De Russen drongen vervolgens de Duitsers langzaam terug naar nazi-Duitsland. Ook in Afrika werden de Duitsers en Italianen teruggedrongen en werd vervolgens vanuit Sicilië langzaam Italië veroverd. Nadat de geallieerde mogendheden in 1944 een invasie deden in Normandië was het binnen een jaar over. Op 8 mei 1945 capituleerde Duitsland; Hitler had inmiddels al zelfmoord gepleegd. De oorlog in Azië eindigde met de atoombom op Hiroshima en Nagasaki in augustus, waarna Japan zich overgaf.

## Eigentijdse tijd, vanaf 1945
De keizer van Japan raakte zijn goddelijke status en politieke macht kwijt, krachtens een door Amerika opgelegde grondwet. De politieke macht was overigens altijd weinig meer dan een façade geweest. Duitsland en de Duitse hoofdstad Berlijn werd verdeeld onder Rusland, de VS, Frankrijk en het Verenigd Koninkrijk. Brits-Indië was na WO II de eerste kolonie van een westers land die onafhankelijk werd, in 1947. Europese landen verloren in de 30 jaar daarna bijna al hun koloniën. Het altijd al bestaande wantrouwen tussen de Sovjet-Unie en de westerse wereld kreeg na de nederlaag van de asmogendheden weer de overhand en leidde tot de Koude Oorlog. Oostbloklanden vormden met de Sovjet-Unie het Warschaupact, terwijl de westerse landen met Amerika de NAVO vormden. Duitsland en Korea werden opgesplitst. Europa werd in tweeën gedeeld door het IJzeren Gordijn. Berlijn werd verdeeld door de Berlijnse Muur en werd een symbool van het verdeelde Europa. In de Oostbloklanden werden mensen onderdrukt terwijl westerse landen Marshallhulp kregen van Amerika om hun economie te ontwikkelen. Vooral uit Oost-Duitsland werd er massaal gemigreerd naar West-Duitsland en steeds meer mensen uit voormalige koloniën kwamen naar Europa, in veel gevallen naar het voormalige 'moederland'.
Duitsland, Nederland, België, Frankrijk, Italië en Luxemburg waren de oprichters van de Europese Gemeenschap, de voorloper van de huidige Europese Unie. Deze samenwerking moest een nieuwe oorlog tussen Europese landen voorkomen. De wapenwedloop tussen de NAVO en het Warschaupact uitte zich onder andere door de ontwikkeling van nucleaire wapens en ruimtevaart. Israël werd gesticht, en werd gesteund door Amerika. Palestijnen werden naar vluchtelingenkampen gestuurd. Er brak een korte oorlog tussen de Arabische Wereld en Israël uit. Arabische landen sloten de olietoevoer naar westerse landen af, waardoor een oliecrisis in de westerse landen ontstond. De prijzen van olie stegen flink. Het dwong tot ontwikkeling van milieuvriendelijke technologie. De luchtvervuiling nam flink toe, waarbij broeikasgassen bijdragen aan de opwarming van de Aarde. De Sovjet-Unie en Amerika sloten het START-verdrag om nucleaire wapens te verminderen. De Sovjet-Unie deed vanaf 1989 niets tegen opstanden in de Oostbloklanden. Het leidde al op 9 november tot de val van de Berlijnse Muur. De twee Duitslanden werden binnen een jaar herenigd. 
In de Oostbloklanden begonnen allerlei, meest vreedzame revoluties. Alleen in Roemenië ging het met bloedvergieten gepaard. De Oostbloklanden werden lid van Europese Unie en NAVO. De Sovjet-Unie en Joegoslavië vielen uiteen in nieuwe landen.

## 21ste eeuw
Een golf van verwestering spoelt, vooral na het verval van het Oostblok, over de wereld en roept verzet op van onder andere fundamentalistische en conservatieve elementen in de islamitische wereld. Ook de westerse steun aan Israël wordt zeer kwalijk genomen. Er worden globaal steeds meer aanslagen gepleegd door extremisten met als mijlpaal de aanslag op 11 september 2001 wanneer de VS werd getroffen door een aanslag grote aanslagen. Sinds de aanslagen in 2004 in Madrid en de opkomst van terreurgroep IS is er een stijgend aantal aanslagen in de westerse wereld maar ook globaal. Sinds de digitale revolutie beschikt de gemiddelde burger over een eigen computer en een snelle aansluiting tot het internet. Daardoor verandert de samenleving in de westerse landen. De oude valuta van een aantal Europese landen worden vervangen door de Euro. Opkomende landen als China, India en Brazilië beginnen steeds meer te concurreren met het Westen.